# 1089
1089（千八十九、せんはちじゅうきゅう）は自然数、また整数において、1088の次で1090の前の数である。

## 性質
- 1089は合成数であり、約数は 1, 3, 9, 11, 33, 99, 121, 363, 1089 である。
  - 約数の和は1729。
    - 約数の和が奇数になる56番目の数である。1つ前は1058、次は1152。

  - 約数を9個もつ9番目の数である。1つ前は676、次は1156。
    - 自身の約数の個数の数を約数にもつ6番目の奇数である。1つ前は625、次は1521。（オンライン整数列大辞典の数列 A036896）
- 1089 = 332
  - 33番目の平方数である。1つ前は1024、次は1156。
  - 25番目の単一の形でしか表せない平方数である。1つ前は961、次は1156。（オンライン整数列大辞典の数列 A153158）
  - 1089 = 332 → 9801 = 992 である。平方数を逆順に並べ替えても平方数になる14番目の数である。1つ前は961、次は9801。（オンライン整数列大辞典の数列 A061457）
    - 末尾が0となる平方数を除くと11番目の数である。1つ前は961、次は9801。（オンライン整数列大辞典の数列 A033294）
      - 末尾が0となる平方数と回文平方数を除いたときには5番目の数である。1つ前は961、次は9801。（オンライン整数列大辞典の数列 A035090）

  - 1089 = (3 × 11)2
    - n = 11 のときの (3n)2 の値とみたとき1つ前は900、次は1296。（オンライン整数列大辞典の数列 A016766）

  - 1089 = 32 × 112
    - 2つの異なる素因数の積で p2 × q2 の形で表せる8番目の数である。1つ前は676、次は1156。（オンライン整数列大辞典の数列 A085986）

  - 1089 = 1 × 3 × 11 × 33
    - 33 の約数の積で表せる数である。1つ前は32768、次は1156。（オンライン整数列大辞典の数列 A007955）
- 9倍すると逆順である9801となる。a,b が1桁の自然数で a+b=10 を満たすとき、1089×a と 1089×b は逆順の数になる。a=1, 2 のとき、1089×b は 1089×a で割り切れる（9801＝9×1089、8712＝4×2178）。
- 回文数でない3桁の数に対し以下の操作を行うと、1089 が答えになる。
  1. 選んだ数と、その逆順の数の差を求める。
  2. 1.で求めた差とその逆順の数（99 の時には 099 の逆順である 990）の和を求める。
- 1089 = 81 + 92 + 103 = (10 − 1) × (10 + 1)2 = 103 + 102 − 10 − 1
  - n = 10 のときの n3 + (n − 1)2 + (n − 2) の値とみたとき1つ前は800、次は1440。（オンライン整数列大辞典の数列 A152619）
- 各位の和が18になる56番目の数である。1つ前は990、次は1098。
- 1089 × 9801 = 32672
  - 回文数でなく末桁が0でない数で逆順に並べた数との積が平方数になる11番目の数である。1つ前は961、次は1584。（オンライン整数列大辞典の数列 A062917）

## その他 1089 に関すること
- NHK仙台第二放送仙台局の周波数は、1089キロヘルツ。
- 以下の1089桁の数は素数であるが、この数を33行33列に並べたとき、どの行もどの列もまた対角線もまた逆から並べたどの行もどの列も対角線もすべて素数となる素数である[1]。
  - 313991399371199131139799331911377
147529895941991587879456361416793
343797754289852575517133312684269
943695978946644516863648961536981
354977375935673418795287369494189
373478623641239162919379269294319
941871985794933399739235523691657
154837889117834232678974449658279
117129522895488222612449716435651
112797868118722475112367318718359
954332756851152845673554343833423
958324129279242571543956244312159
149656971499164148747227159798119
915531789396889314926554998567389
189177184378411356887579966732519
395769634484946484155736859195773
976485587598811713196922772648319
742413259665798111566314845954551
344321292792178583218155711143611
735499324729469232679643212644511
755544726594454683193623626957711
324895114496128478896375157597659
974246467315936911531792288239249
136494329788845728831611728857639
343337449493221561738959339141347
119138332653219119612984163669317
356624631952956188127648784846583
361813646131913157456632928169513
747231224138425962243343371145487
745954412587484837933238642278851
955148574512595199969685612245439
118737626399742196143742577819117
917319979999777371311371999793393
  - 一般の n 行 n 列でこの性質をもつ素数についてはオンライン整数列大辞典の数列 A224398を参照。